# Zoolook
Zoolook – siódmy album Jeana-Michela Jarre’a z 1984 r. 
Charakterystyczną cechą albumu jest wykorzystanie w utworach zmiksowanych głosów ludzi mówiących lub śpiewających w ponad 30 różnych językach, m.in. australijskim, afgańskim, arabskim, balijskim, chińskim, niderlandzkim, angielskim, eskimoskim, francuskim, niemieckim, węgierskim, japońskim, malgaskim, malajskim, pigmejskim, polskim, keczua, rosyjskim, dakota, hiszpańskim, szwedzkim, tybetańskim i tureckim.
Fragmenty albumu, „Blah Blah Café” i druga połowa utworu „Diva”, są przeróbkami materiału, który pojawił się rok wcześniej na albumie Musique pour Supermarché, wydanym w jednym egzemplarzu.

## Lista utworów
I edycja (1984)
1. „Ethnicolor” – 11:40
2. „Diva” – 7:33
3. „Zoolook” – 3:52
4. „Wooloomooloo” – 3:17
5. „Zoolookologie” – 4:21
6. „Blah Blah Cafe” – 3:21
7. „Ethnicolor II” – 3:54

II edycja (1985) – z remiksami utworów „Zoolook” i „Zoolookologie” z zamienionymi pozycjami na albumie
1. „Ethnicolor” - 11:40
2. „Diva” - 7:33
3. „Zoolookologie (Remix)” - 3:45
4. „Wooloomooloo” - 3:18
5. „Zoolook (Remix)” - 3:51
6. „Blah Blah Cafe” - 3:21
7. „Ethnicolor II” - 3:52

III edycja (1997 remastering)
1. „Ethnicolor” – 11:47 (nowa edycja)
2. „Diva” – 7:20 (nowa edycja)
3. „Zoolook” – 3:58 (nowy mix)
4. „Wooloomooloo” – 3:17
5. „Zoolookologie” – 4:14 (nowy mix)
6. „Blah Blah Cafe” – 3:25 (nowa edycja)
7. „Ethnicolor II” – 3:54

IV Edycja (30th anniversary, 2014 remastering)
1. „Ethnicolor” - 11:48 (3 edycja)
2. „Diva” - 7:22 (3 edycja)
3. „Zoolook” - 3:52
4. „Wooloomooloo” - 3:18
5. „Zoolookologie” - 4:21
6. „Blah Blah Cafe” - 3:21
7. „Ethnicolor II” - 3:52

## Skład
- Jean-Michel Jarre – keyboard, Fairlight CMI
- Laurie Anderson – śpiew (utwór Diva)
- Adrian Belew – gitary
- Yogi Horton – perkusja
- Marcus Miller – gitara basowa
- Frederick Rousseau – keyboard
- Ira Siegel – gitary
- David Lord – realizator dźwięku

## Sprzęt
- Linn LM-1
- Linn LinnDrum
- Simmons SDS V
- Eminent 310 U
- Garfield Electronics Doctor Click
- E-MU Emulator
- Fairlight CMI-II
- ARP 2600
- EMS Synthi AKS
- Moog 55
- Oberheim OB-Xa
- Sequential Circuits Prophet-5
- Yamaha DX7
- EMS Vocoder 1000